# 县级行政区
县为中华人民共和国行政区划单位之一，县级行政区指行政地位与“县”相同的行政区划单位的总称，其管辖乡级行政区，为乡、镇的上一级行政区划单位。中华人民共和国成立後，随着行政督察区名称的变更，除各直辖市均隶属于专区（行政督察专区）、地区或地级行政区，现除各直辖市轄縣級行政區與省、自治區直轄縣級行政區外均为地级行政区的下一级行政区。
- 按省、县、乡三级行政区划制度划分，县级行政区属于第二级行政区，为直辖市的下级行政区划单位，省、自治區直轄縣級行政區則為省、自治區的下級行政區劃單位。
- 按省、地、县、乡四级行政区划制度划分，县级行政区属于第三级行政区，属于省、自治区所辖地级行政区的下级行政区划单位。

## 数量
中华人民共和国县级行政区划单位有县、自治县、縣級市、旗、自治旗、市轄區、工农区、特区、矿区、行政委员会、林区等，此外，还有大量的县级管理区，以管理区、开发区、园区、新区、实验区、管理局、特别行政区之类的命名。虽然具有行政区划与县级政府之实，但管理机构属于地级行政区划人民政府的派出机构，不设有人大、政协，所辖乡镇街道均为名义上的代管或托管。
| 项目   | 合计 | 县   | 自治县 | 县级市 | 市辖区 |
| ------ | ---- | ---- | ------ | ------ | ------ |
| 1997年 | 2862 | 1520 | 117    | 442    | 727    |
| 1998年 | 2863 | 1516 | 117    | 437    | 737    |
| 1999年 | 2858 | 1510 | 117    | 427    | 749    |
| 2000年 | 2861 |      |        | 400    | 787    |
| 2001年 | 2861 |      |        | 393    | 808    |
| 2002年 | 2860 |      |        | 381    | 830    |
| 2003年 | 2861 |      |        | 374    | 845    |
| 2004年 | 2862 |      |        | 374    | 852    |
| 2005年 | 2862 |      |        | 374    | 852    |
| 2006年 | 2860 |      |        | 369    | 856    |
| 2007年 | 2859 |      |        | 368    | 856    |
| 2008年 | 2859 | 1463 | 117    | 368    | 856    |
| 2009年 | 2858 | 1464 | 117    | 367    | 855    |
| 2010年 | 2856 | 1461 | 117    | 370    | 853    |
| 2011年 | 2853 | 1456 | 117    | 369    | 857    |
| 2012年 | 2852 | 1453 | 117    | 368    | 860    |
| 2013年 | 2853 | 1442 | 117    | 368    | 872    |
| 2014年 | 2854 | 1425 | 117    | 361    | 897    |
| 2015年 | 2850 | 1397 | 117    | 361    | 921    |
| 2016年 | 2851 | 1366 | 117    | 360    | 954    |
| 2017年 | 2851 | 1355 | 117    | 363    | 962    |
| 2018年 | 2851 | 1335 | 117    | 375    | 970    |
| 2019年 | 2846 | 1323 | 117    | 387    | 965    |
| 2020年 | 2844 | 1312 | 117    | 388    | 973    |
| 2021年 | 2842 | 1301 | 117    | 393    | 977    |
| 2022年 | 2842 | 1301 | 117    | 393    | 977    |
| 2023年 | 2843 | 1299 | 117    | 396    | 977    |
| 2024年 | 2844 | 1299 | 117    | 397    | 977    |

## 行政地位
1982年前，中国只有少数大城市为了确保蔬菜、牛奶、鸡蛋等副食品的供应而管辖若干个县。1982年以后，为了发挥城市带动地区经济发展的作用，源于辽宁、江苏等发达地区的市领导县的体制（又称“市带县”“市管县”）大面积推广到全国。
按照管理层次，《中华人民共和国宪法》规定县为直属省级政府管辖的“第二级地方行政单位”。但实际上，目前县级行政区除在直辖市直接受直辖市的管辖，属于“第二级地方行政单位”外；在其他省、自治区则通常受地级行政区管辖，属“第三级地方行政单位”。“市带县”在具体实践中一直存在争议，也不时有学者和政界人士讨论恢复省直管县或其他改革方案的可能性。

## 人口规模
中国县的人口规模（数据截至2002年12月31日）高于县级行政区的平均规模，按照人口12.8453亿，县级行政区2860个，每县级行政区的平均规模为44.91万人。

## 中华人民共和国的县人民政府
县的行政管理机构称“县人民政府”，县人民政府下面划分为若干部门（机关）。这些部门按照是否属于县政府组成而分为组成单位（政府组成局）和直属部门（直属局）二类；按照编制性质分为行政机关和事业机关，以行政机关为主体。机关的人员按人头编制分属二类，即行政编制和事业编制。此外，机关人员还有工勤身份、不占编的借调身份、单设的纪检监察编制、单设的离退休工作人员编制等名目。
县级人民政府作为基层功能最完备的一级政府，俗称“上面千根线、下面一根针”，面上的各种工作在基层政府都要有对口的负责部门。例如，某县即使没有自然或人文旅游资源，旅游产业很不发达，但是仍需要有兼管旅游的政府部门（如文化局或商务局）。
政府下属部门，一般包括“局”、“委”、“办”等不同名义。如县国资委；县人民政府法制办公室，一项主要工作任务是代表县人民政府做出行政复议。

### 常设局
现行中华人民共和国的县人民政府（约2000年以后），常设局多为政府组成部门，除了政府办公室外，小县约为20个，大县35～40个。所有县的重要的必然是单设的局包括：
- 财政局、公安局[註 3]、住房和城乡建设局、水利局（或称水务局）、教育局、交通运输局、卫生健康局、医疗保障局、农业农村局、司法局、人力资源和社会保障局、商务局、民政局、退役军人事务局、自然资源和规划局、审计局、市场监督管理局、应急管理局、发展和改革局、工业和信息化局、行政审批服务局等。

### 非常设局
非常设局主要指依据各地地域、城镇化水平、人口规模、经济发展水平、生产和产业而单独设立或者合并设立的局，如：
- 畜牧局、水产局有的并入农业局；
- 林业局有的与农业局合并设立农林局；
- 海洋渔业局，沿海县区设类似机构；
- 文物资源多的县，设有文物局，否则一般是在文化局内设文物管理所；
- 旅游发达的县，单设旅游局，否则一般是与文化、体育、科技、广电等合并设立县局；
- 粮食主产区，设有粮食局，主要负责国家粮食储备；
- 房地产发达县，设有房管局（房屋产权局）；
- 经济发达、城镇化水平高和城镇规模大的县，设有园林局、环卫局等城区服务型事业编制局，否则一般是在住建局内设园林绿化管理处和环境卫生管理处。已实行园林、环卫体制改革的县，则会另设园林建设集团、环卫集团等县属服务型国有企业，住建局园林处、环卫处等机构则只负责管理工作。
- 采煤业发达的，单设有煤监局。

### 直属部门
指带有行政管理机构性质的政府单位，但不属于县级人民政府组成部门。如信访局、机要局、县区的国家保密局，各县均有设置，实际上直属于县委办公室领导管理。如负责城镇绿化、环境卫生管理的园林局、环卫局（环卫所）、人防办。很多属于计划经济时代的管理机构，机构改革未撤并但具有行政职能非重要部门如农机局、畜牧局、蔬菜局、物价局等机构。

#### 县人民政府下设的各个办公室
- 县人民政府办公室，简称“县府办”。负责人为县府办主任。一般内设秘书科（负责办文、会务）、县政府总值班室/应急办（秘书二科）、综合一科（负责综合性文稿）、综合二科（负责联系农口工作）、综合三科（负责联系工交、招商贸易、发改、财政、金融等城市经济部门有关工作）、综合四科（负责联系社会工作、城建等）、信息科（政务信息采集、整理、传递、上报；电子政务建设）、政工科（负责县府办机关人事、老干部、机关党委）、督查室等。
- 县人民政府政策研究室
- 县人民政府人大代表政协委员联络室
- 机关事务管理局
- 县人民政府接待办公室
- 打击走私领导小组办公室（一般与县府办合署）
- 国防动员委员会支前办公室（一般与县府办合署）
- 国防动员委员会经济动员办公室（一般与发改局合署）
- 国防动员委员会交通战备办公室（一般与交通局合署）
- 海防边防管理委员会办公室（一般与县府办合署）
- 驻省会办事处
- 人民政府外事办
- 对口援建（藏、新、四川震区）办公室
- 人民政府台湾事务办公室
- 人民政府港澳事务办公室
- 人民政府侨务办公室
- 人民政府新闻办公室（一般为县委宣传部加挂牌子）
- 人民政府信息化工作办公室
- 人民政府法制办公室
- 人民政府金融工作办公室
- 人民政府口岸办公室
- 人民政府社会事务办公室
- 人民政府蔬菜办公室（负责“菜篮子”工作）
- 人民政府人民防空办公室
- 人民政府地方志编纂委员会办公室
- 人民政府流动人口综合管理服务办公室
- 政府招标采购监督管理委员会办公室
- 城建综合开发办（城市建设开发总公司）
- 人民政府扶贫开发领导小组办公室
- 人民政府防汛防旱总指挥部办公室（设在水利局）
- 人民政府节约用水办公室（设在水利局水资源科）
- 人民政府食品安全委员会办公室（设在食品药品监督管理局）
- 人民政府纠正行业不正之风办公室（简称“纠风办”，设在监察局）
- 人民政府安全生产应急救援指挥中心（设在安监局）

### 事业单位
事业单位在中国是提供社会服务的非盈利的公立单位。如学校、医院、设计院、兽医站、农技站、气象局、地震局等等。一般没有私立事业单位。事业单位的设立、解散、年检，由人民政府人事局内设的事业单位登记部门负责。作为承担政府行政职能的事业单位，多为政府机构管辖的二级单位，并具有某种职能。按照其经费保障来源，分为全额拨款事业单位、差额拨款事业单位、自筹事业单位。有的在财政方面由主管单位统一核算，有的属于独立法人机构。
2018年机构改革后，承担政府行政职能的事业单位纳入区县党政机构改革，行政职能逐步回归政府部门。改革后保留设置的事业单位，名称不再称「委」、「办」、「局」。除行政执法机构按中央部署推进改革外，不再保留或新设承担政府行政职能的事业单位。

#### 改革后保留设置的事业单位
- 体育事业发展中心，由原体育局改制而来，行政职能一般与教育、文化或卫生等合并设立县局；
- 公路事业发展中心，由原公路局改制而来，一般实行市县两级垂直管理体制或省市县三级垂直管理体制；

### 归口管理
从50年代，政府与国有企事业单位就有归口管理这种说法。例如，县政府的宗教局、民族事务局、侨办、港澳办，实际上是归口于县委统战部领导的“统战口”。公安局、检察院、法院、司法局、国家安全局（或国家安全工作站）归口于“政法口”，由县政法委领导。民政局也曾属于政法口。农业局、水利局、林业局、农垦局、水产局、渔业局、农机局、畜牧局、气象局、水库移民开发局、扶贫办、老区建设促进办等属于“农口”，由县委农村工作委员会（简称“农工委”）与分管农业的副县长领导。教育局、科技局（兼知识产权局）、文化局、广电局、文物局、卫生局、食品药品监督管理局、体育局、县科协、县社科联、县文联等属于“文教口”，正副科级领导干部人事任免要征得县委宣传部的同意。建设局、规划局、环保局、房产局、园林局、环卫局、公用事业局、市容委、城管局、建工局、市政局、人防办、自来水、燃气、污水处理厂等等，属于“建设口”，由负责城建的副县长领导。“工交口”包括工业与交通，以及邮政电信等。“财贸口”包括商务局、财政局、地税局等。县总工会、县妇联、团县委，属于“党群口”。